# Eugene Burton Ely
Eugene Burton Ely (21 de octubre de 1886 - 19 de octubre de 1911) fue un aviador estadounidense al que se le atribuye el primer despegue y aterrizaje de un avión desde un barco.

## Biografía
Ely nació en Williamsburg (Iowa), y se crio en Davenport (Iowa). Después de completar el octavo grado, se graduó de la Davenport Grammar School 4 en enero de 1901. Aunque algunas fuentes indican que asistió y se graduó en la Iowa State University en 1904 (cuando tendría 17 años), en el registro de la ISU no hay constancia documental de que lo hiciera. Tampoco asistió a la Universidad de Iowa o a la Universidad del Norte de Iowa. Ely tampoco aparece en las listas de graduación de la Davenport High School. En 1904, Ely fue empleado como chofer del reverendo Smyth, un sacerdote católico de Cosgrove (Iowa), que compartía el amor de Ely por la conducción rápida; en el coche de Smyth (un Franklin rojo), Ely estableció el récord de velocidad entre Iowa City y Davenport.
Ely vivía en San Francisco en la época del gran terremoto e incendio de 1906 y estuvo activo allí en los primeros días de la venta de automóviles y las primeras carreras. Se casó con Mabel Hall el 7 de agosto de 1907; él tenía 21 y ella 17, lo que significaba que el matrimonio requería el consentimiento de su madre; se fueron de luna de miel a Colorado. Los Ely se trasladaron a Nevada City (California) en 1909 y durante un tiempo fue conductor de rutas de carretera.
La pareja se mudó a Portland a principios de 1910, donde consiguió un trabajo como vendedor de automóviles, trabajando para E. Henry Wemme. Poco después, Wemme compró uno de los primeros biplanos de cuatro cilindros de Glenn Curtiss y adquirió la franquicia para el Noroeste del Pacífico. Wemme no podía volar el biplano de Curtiss, pero Ely, creyendo que volar era tan fácil como conducir un coche, se ofreció a hacerlo. En cambio, terminó estrellándolo y, sintiéndose responsable, le compró los restos a Wemme. En pocos meses había reparado el avión y aprendido a volar. Voló en el área de Portland, y luego se dirigió a Mineápolis en junio de 1910 para participar en una exposición, donde conoció a Curtiss y comenzó a trabajar para él. Después de un intento fallido en Sioux City, la primera exhibición de la que hay constancia de Ely en nombre de Curtiss fue en Winnipeg en julio de 1910. Ely recibió la licencia número 17 de piloto del Aero Club of America el 5 de octubre de 1910.

### Pionero de la aviación naval

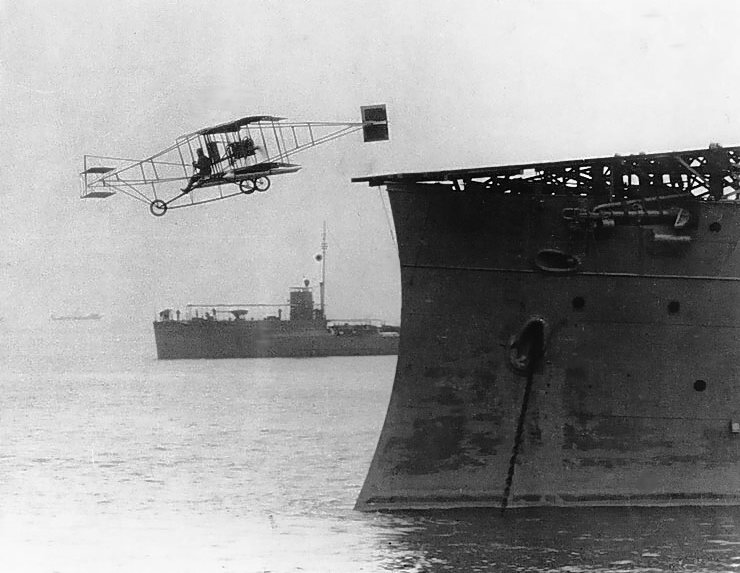
Ely despegando del USS Birmingham en Hampton Roads (Virginia), el 14 de noviembre de 1910.

En octubre, Ely y Curtiss se reunieron con el capitán Washington Chambers de la Armada de Estados Unidos, que había sido nombrado por George von Lengerke Meyer, el secretario de la Armada, para investigar los usos militares de la aviación dentro de la Armada. Esto llevó a dos experimentos. El 14 de noviembre de 1910, Ely despegó en un Curtiss Pusher desde una plataforma temporal erigida sobre la proa del crucero ligero USS Birmingham. El avión se precipitó hacia abajo tan pronto como abandonó la pista de la plataforma de unos 25 metros (83 pies) y las ruedas del avión se sumergieron en el agua antes de elevarse. Las gafas de Ely se vieron cubiertas con espuma del mar y el aviador aterrizó rápidamente en una playa en lugar de rodear el puerto y aterrizar en el Astillero Naval de Norfolk como estaba previsto inicialmente. John Barry Ryan, jefe de la Reserva Aeronáutica de Estados Unidos, ofreció 500 dólares para construir la plataforma, y un premio de 500 dólares para un vuelo de barco a tierra.

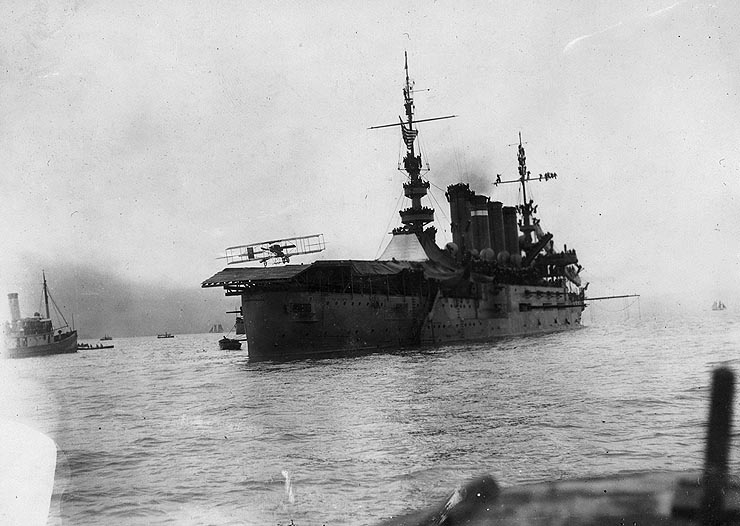
Primer aterrizaje de una aeronave de alas fijas en un buque militar a cargo de Ely en el USS Pennsylvania en la bahía de San Francisco el 18 de enero de 1911.

Dos meses más tarde, el 18 de enero de 1911, Ely aterrizó su avión Curtiss Pusher en una plataforma del crucero blindado USS Pennsylvania anclado en la bahía de San Francisco. Ely voló desde el hipódromo de Tanforan en San Bruno (California) y aterrizó en el Pensilvania, que fue el primer aterrizaje exitoso de un avión en un buque. Este vuelo fue también el primero en utilizar un sistema de gancho de parada, diseñado y construido por el artista de circo y aviador Hugh Robinson.
Ely se puso en contacto con la Armada solicitando un empleo, pero la aviación naval de los Estados Unidos aún no estaba organizada. Ely continuó volando en exhibiciones mientras que el capitán Chambers prometió "tenerlo en cuenta" si se creaban estaciones de vuelo de la Armada. Chambers aconsejó a Ely que eliminara los aspectos espectaculares por su seguridad y por el bien de la aviación. Cuando se le preguntó sobre su jubilación, The Des Moines Register  cita que Ely respondió: "Supongo que seré como el resto de ellos, seguiré en ello hasta que me mate".
Para conmemorar el centenario del vuelo, el comandante naval Bob Coolbaugh voló con una réplica construida personalmente del Curtiss de Ely desde la pista de aterrizaje de la Base naval de Norfolk el 12 de noviembre de 2010. La Armada de los Estados Unidos planeó presentar elvuelo en los eventos del aniversario naval a través de todo el país.

## Muerte
El 19 de octubre de 1911, mientras volaba en una exposición en Macon (Georgia), su avión se retrasó en la salida de una inmersión y se estrelló. Ely saltó del destrozado avión, pero se rompió el cuello y murió unos minutos después. Los espectadores recogieron restos de la aeronave en busca de recuerdos, incluyendo los guantes, la corbata y la gorra de Ely. En lo que habría sido su vigésimo quinto cumpleaños, su cuerpo fue devuelto a su lugar de nacimiento para ser enterrado.
El 16 de febrero de 1933, el Congreso otorgó póstumamente la Cruz de Vuelo Distinguido a Ely, "por sus extraordinarios logros como aviador civil pionero y por su importante contribución al desarrollo de la aviación en la Armada de los Estados Unidos".
Una exposición de aviones navales retirados en la Estación Aérea Naval de Norfolk, en Virginia, lleva el nombre de Ely y un marcador histórico de granito en Newport News, Virginia, domina las aguas donde Ely realizó su histórico vuelo en 1910 y recuerda su contribución a la aviación militar, la naval en particular.